# Kato Platres
Kato Platres es un pueblo perteneciente al distrito de Limasol, Chipre.

## Superficie
Cuenta con una superficie de 8,886 kilómetros cuadrados.

## Demografía
Hasta 2021 la población era de 123 habitantes, con una densidad de población de 13,84 habitantes por kilómetro cuadrado.
| Gráfica de evolución demográfica de Kato Platres entre 1976 y 2021                   |
|                                                                                      |
| Datos según Population statistics of Eastern Europe & former USSR y City Population. |